# Fossilisatie
Fossilisatie is het geheel aan anorganische processen die ervoor zorgen dat overblijfselen van organismen na hun dood worden geconserveerd door bedekking met sedimenten. Onder fossielen verstaat men alle resten en sporen van planten en dieren die geconserveerd zijn in de aardbodem. Hoewel dat vaak wordt gedacht, hoeven fossielen niet 'versteend' te zijn en zeer veel fossielen zijn dan ook niet versteend. Het is zelfs zo dat nauwelijks veranderde fossiele resten bekend zijn uit zeer oude gesteenten.

## Ontstaan van fossielen

### Factoren
Hoe goed een organisme fossiliseert hangt van een groot aantal factoren af. De temperatuur aan het oppervlak (waar het organisme stierf) maar ook later, als het kadaver begraven is kan het proces van ontbinding versnellen. Als de temperatuur laag is blijft veel meer van het organisme bewaard. Zo worden in Siberië soms mammoeten compleet met weefsel en haar gevonden, deze zijn in de permafrost bewaard gebleven.
Het medium waarin het kadaver begraven wordt maakt ook uit. Zo zijn veenlijken goed bewaard gebleven omdat het veen waarin ze begraven zijn anoxische omstandigheden kent waardoor verrotting slechts zeer langzaam plaatsvindt. Hetzelfde geldt voor sedimenten met een hoog zoutgehalte.
Ten slotte is de opbouw van het organisme zelf belangrijk, met name de hoeveelheid zacht weefsel. Weekdieren met schelpen zullen veel makkelijker bewaard blijven dan weekdieren die geen schelpen bouwen.

### Processen
Als een organisme sterft, zal het beginnen te ontbinden. Ontbinding kan op verschillende manieren plaatsvinden: onder aerobe omstandigheden vindt verrotting plaats, bij anaerobe omstandigheden bederf en bij abiotische omstandigheden mummificatie.
Nadat de ontbinding heeft plaatsgevonden zal het kadaver bedekt raken met sediment, dit wordt inbedding genoemd. Langzaam komt het steeds dieper begraven te liggen. Er zal ontgassing plaatsvinden, waarbij gassen ontsnappen. Het omringende gesteente zal consolideren en daarna kan diagenese plaatsvinden. Het kadaver is dan onderdeel van het gesteente geworden, alle processen die in het gesteente plaatsvinden zullen ook de samenstelling van het in wording zijnde fossiel beïnvloeden. Als het gesteente nog dieper komt vindt metamorfose plaats, hierdoor kan de samenstelling en vorm van een fossiel veranderen. Bij een te hoge graad van metamorfose verdwijnt elk spoor van het fossiel uit het gesteente.
Als de begraving van het kadaver snel plaatsvindt zullen al deze fasen minder lang duren en zal het dode organisme over het algemeen beter bewaard blijven. Het is echter ook mogelijk dat de omstandigheden veranderen en bepaalde fasen meerdere keren doorlopen worden, of sommige fasen omgekeerd plaatsvinden. Het kan bijvoorbeeld zijn dat een organisme ingebed raakt (bijvoorbeeld in veen, drijfzand of in een spleet van een gletsjer) en pas door de inbedding de dood vindt. Een bekend voorbeeld hiervan zijn de La Brea-teerputten bij Los Angeles, een bekende vindplaats van Tertiaire fossielen.
Ook kan het zijn dat het kadaver lange tijd na de begraving door erosie weer vrij komt te liggen om daarna weer opnieuw ingebed te raken. Daarna kan opnieuw ontbinding intreden. Als het kadaver in een gletsjer ingebed is (een zogenaamde ijsmummie) zal het na een bepaalde periode, die kan oplopen tot duizenden jaren, vrij komen en opnieuw beginnen te ontbinden.

## Sporenfossielen
Niet alleen organismen en delen van organismen kunnen gefossiliseerd worden. Organismen kunnen ook graafgangen, kruipsporen, boorgaten, pootafdrukken, holen, nesten en coprolieten (uitwerpselen) achterlaten die kunnen fossiliseren. Dit worden ichnofossielen genoemd. Afdrukken van organismen worden sporenfossielen genoemd en vallen onder de ichnofossielen.
Loopsporen kunnen alleen bewaard blijven als het sediment waarin ze voorkomen en het sediment dat boven op de sporen ligt niet helemaal gelijk is (bijvoorbeeld zand en klei, maar ook kleine verschillen in substraat zijn voldoende), omdat anders de twee sedimentlagen niet meer te onderscheiden zijn en één structuurloze laag gaan vormen.